# Шевалье (комедиограф)
Шевалье́ (ум. после 1673) — французский комедиограф и актёр XVII века.

## Биография
Сведений о его жизни практически не сохранилось, неизвестны даты его рождения и его настоящее имя. Известно, что он сотрудничал с Мольером в Théâtre du Marais, писал пьесы и сам исполнял ряд ролей. Впервые его имя упоминается в источниках в 1645 году. Его пьесы, написанные в стихах и по большей части одноактные (хотя были пьесы в три и даже пять актов), оценивались как «очень плоские, но не без документальной пользы».
Сохранившиеся пьесы: le Cartel de Guillot ou le Combat ridicule (1660, одноактная), le Désolation des filoux sur la défense de porter des armes ou les Maladesqui se portent bien (1661, одноактная), la Disgràce des domestiques (1661, одноактная), les Galants tidicules on les Amours de Guillot et de Calotin (1662, одноактная), les Barbons amoureux et rivaux de leurs fils (1662, три акта), l’Intrique des carrosses à cing sols (1662, три акта), Les Amours de Calotin (1664, три акта, также балетный номер в конце), Le pédagogue amoureux (1665, пять актов), Les aventures de nuit (1666, три акта).